# Jardín zoológico de Bucarest
El  Jardín zoológico de Bucarest (en rumano: Grădina Zoologică din Bucureşti) es un parque que ocupa 5,85 ha en el bosque de Baneasa, en Bucarest, en Rumania a 5 km al norte de la ciudad y cerca del Aeropuerto Internacional Aurel Vlaicu. Es una institución pública que mantiene y exhibe colecciones de animales vivos, salvajes o domésticos, de Europa y en el extranjero, con el triple objetivo de:
- Conservar la Vida Silvestre (con prioridad para las especies en peligro de extinción);
- La educación, el entretenimiento y la conciencia del visitante;
- Investigación, la docencia, la creación de herramientas educativas, y de formación.